# Beatrix Bádenská
Beatrix Bádenská (22. ledna 1492 – 4. dubna 1535) byla bádenská markraběnka a sňatkem simmernská falckraběnka.

## Život
Narodila se jako nejmladší dcera bádenského markraběte Kryštofa I. a jeho manželky hraběnky Otilie z Katzenelnbogenu. Jako šestnáctiletá se 22. května 1508 provdala za stejně starého Jana II. Falcko-Simmernského (1492–1557). Ten o rok později po smrti svého otce Jana I. převzal vládu nad Simmernským falckrabstvím. Beatrix přivedla na svět dvanáct dětí, jedenáct z nich se dožilo dospělosti.
- 1. Kateřina Falcko-Simmernská (27. 3. 1510 Simmern – 22. 3. 1572), abatyše v cisterciáckém klášteře Kumbd[1][2][3]
- 2. Johana Falcko-Simmernská (1. 7. 1512 Simmern – 2. 2. 1581), abatyše benediktinského kláštera Marienberg v Boppardu[2][4]
- 3. Ottilia Falcko-Simmernská (24. 11. 1513 Simmern – 6. 9. 1553ú, jeptiška v klášteře Marienberg v Boppardu[2][5]
- 4. Fridrich III. Falcký (14. 2. 1515 Simmern – 16. 10. 1576 Heidelberg), falckrabě simmernský a falcký kurfiřt[2][6]
I. ⚭ 1537 Marie Braniborsko-Kulmbašská (14. 10. 1519 Ansbach – 31. 10. 1567 Heidelberg)[7]
II. ⚭ 1569 Amálie z Neuenahru (6. 4. 1539 – 10. 4. 1602 tamtéž)[8]
- 5. Brigitta Falcko-Simmernská (18. 8. 1516 Simmern – 30. 4. 1562), abatyše v klášteře Neuburg[2][9][10]

- 6. Jiří Falcko-Simmernský (20. 2. 1518 Simmern – 17. 5. 1569 tamtéž), falckrabě Simmernsko-Sponheimský od roku 1559 až do své smrti[2][11]

⚭ 1541 Alžběta Hesenská (4. 3. 1503 Giessen – 4. 1. 1563 Dillingen)
- 7. Alžběta Falcko-Simmernská (13. 2. 1520 Simmern – 18. 2. 1564 Michelstadt)[2][13]
⚭ 1535 hrabě Jiří II. z Erbachu (18. 1. 1506 Michelstadt – 27.8. 1569 tamtéž)[14]
- 8. Richard Falcko-Simmernský (25. 7. 1521 Simmern – 13. 1. 1598 tamtéž), falckrabě Simmernsko-Sponheimský od roku 1569 až do své smrti[2][15]
I. ⚭ 1569 Juliana zu Wied (1545 – 30. 4. 1575)[2][16]
II. ⚭ 1578 Emílie Württemberská (19. 8. 1550 Montbéliard – 4. 6. 1589 Simmern)[2][17]
III. ⚭ 1589 Anna Markéta Falcko-Veldenzská (17. 1. 1571 – 1. 11. 1621)[2]
- 9. Marie Falcko-Simmernská (29. 4. 1624 Simmern – 29. 5. 1576), jeptiška v klášteře Marienberg v Boppardu[2][18]
- 10. Vilém Falcko-Simmernský (24. 7. 1526 Simmern – 9. 3. 1527 tamtéž)[2][19]
- 11. Sabina Falcko-Simmernská (13. 6. 1528 Simmern – 19. 6. 1578 Antverpy)[2][20]
⚭ 1544 Lamoral Egmont (18. 11. 1522 Lahamaide – 5. 6. 1568 Brusel), hrabě van Egmont, kníže van Gavere[2][21]
- 12. Helena Falcko-Simmernská (13. 6. 1532 – 5. 2. 1579 Sinntal)[2][22]
⚭ 1551 hrabě Filip III. z Hanau-Münzenbergu (30. 11. 1526 – 14. 11. 1561)[23]

Beatrix zemřela 4. dubna 1535 ve věku 43 let. Byla pohřbena v kryptě kostela sv. Štěpána v Simmernu. Falckrabě Jan zůstal téměř dvacet let vdovcem než se znovu oženil. V roce 1554 pojal za choť Marii Jakobeu Oettingenskou (1630–1575), která byla mladší o téměř čtyřicet let. Jejich manželství zůstalo bezdětné.